# Banzhong
Banzhong (kinesiska: 坂中) är en etnisk minoritetssocken för shefolket i sydöstra Kina. Den ligger i Fu'an i staden Ningde i provinsen Fujian, omkring 120 kilometer norr om provinshuvudstaden Fuzhou. Antalet invånare är 27 883. Befolkningen består av 13 122 kvinnor och 14 761 män. Barn under 15 år utgör 17,0 %, vuxna 15-64 år 74 %, och äldre över 65 år 7,0 %.